# Публій Корнелій Ануллін (консул 216 року)
Публій Корнелій Ануллін (лат. Publius Cornelius Anullinus; д/н — після 216) — державний діяч Римської імперії.

## Життя
Корнелій походив зі знатної родини сенаторів, преторів та консулів Корнеліїв Анулліїв. Народився у місті Іллібері та мав римське громадянство. Його батько Публій Корнелій Ануллін був консулом у 199 році.  
Не відігравав значної ролі в історії Римської імперії, кар'єру зробив завдяки дружбі батька з представниками династії Северів. Тому отримав посаду ординарного консула у 216 році. Мав колегу Публія Катіна Сабіна. Також був членом колегій жерців саліїв та авгурів.